# 格里西尼亚诺迪佐科
格里西尼亚诺迪佐科（義大利語：Grisignano di Zocco），是意大利威尼托大区维琴察省的一个市镇。总面积17.02平方公里，人口4292人，人口密度252.2人/平方公里（2009年）。国家统计（ISTAT）代码为024046。